# Kópavogur
Kópavogur est une municipalité d'Islande se trouvant dans la région de la capitale, Reykjavik. Avec une population de 36 975 habitants en 2019, il s'agit de la deuxième ville la plus peuplée d'Islande, derrière la capitale.

## Géographie
Kópavogur se situe dans la région de la capitale, Höfuðborgarsvæðið. La ville se situe au sud de Reykjavik, et au nord de Garðabær. Elle est bordée à l'ouest par le fjord de Skerjafjörður et à l'est par le lac Elliðavatn.

## Toponymie
Kópavogur signifie en islandais « la baie des petits phoques ».

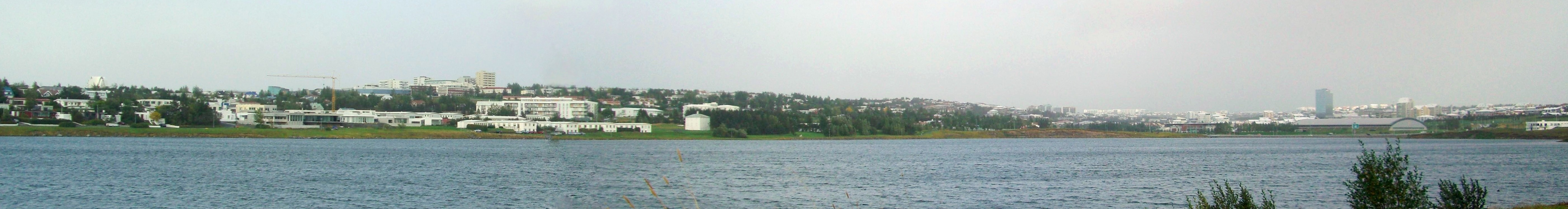
Panorama de Kópavogur.

## Histoire
La ville est le site de la « rencontre de Kópavogur ». Cet évènement a eu lieu en 1662 et marque l'incorporation de l'Islande au Royaume du Danemark et de Norvège. L'évêque Brynjólfur Sveinsson et le juriste Árni Oddsson signèrent un document confirmant l'exercice de la monarchie absolue par le roi du Danemark en Islande.

## Démographie
| Année      | 1940 | 1950  | 1960  | 1970   | 1980   | 1990   | 2000   | 2010   |
| Population | 200  | 1 652 | 6 213 | 11 165 | 13 814 | 16 186 | 22 693 | 30 357 |

| Année      | 2000  | 2001  | 2002  | 2003  | 2004  | 2005  | 2006  | 2007  | 2008  | 2009  | 2010  | 2011  | 2019  |
| Population | 22693 | 23647 | 24291 | 25016 | 25352 | 25803 | 26512 | 27525 | 28885 | 29976 | 30357 | 30779 | 36975 |

La population de Kópavogur a progressé de plus de 15000 % depuis 1940, notamment en raison de l'exode rural et de la croissance de la région de la capitale, Reykjavik. Elle représente aujourd'hui environ 10 % de la population totale de l'Islande.

## Économie
C'est à Kópavogur que se trouve le plus grand centre commercial d'Islande, Smáralind. On y trouve plus de 70 magasins, restaurants et services. Ce centre commercial est en compétition avec l'autre grand centre commercial, Kringlan, qui est situé à Reykjavik.
Air Atlanta Icelandic a son siège à Kópavogur.

## Transport

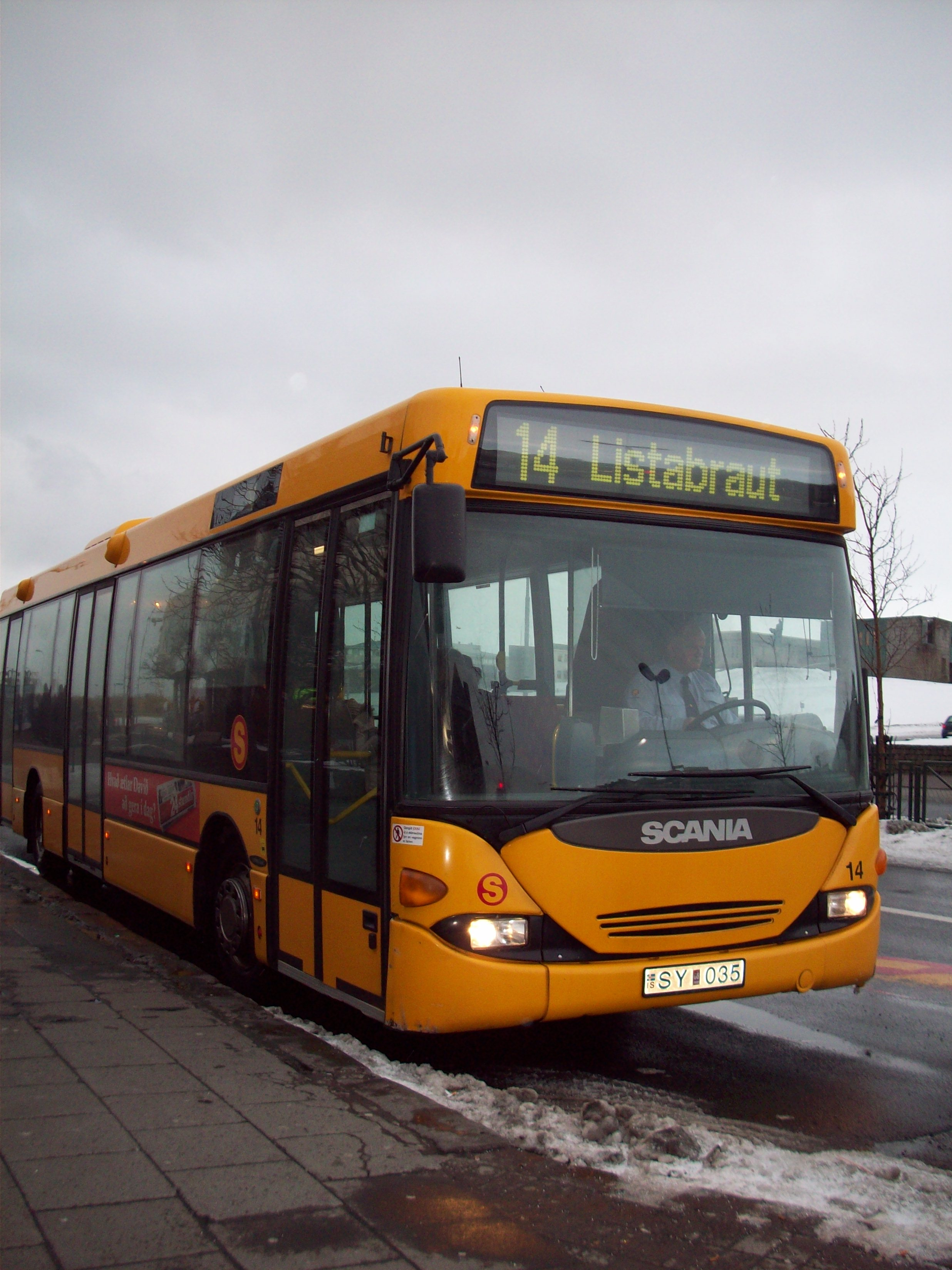
Un bus de la Strætó bs.

La Reykjanesbraut passe par Kópavogur. La ville est ainsi reliée directement à Reykjavik et à la Reykjanesskagi, où se trouve l'aéroport international de Keflavík.
La ville est également desservie par le réseau de bus Strætó bs. qui dessert la capitale, ainsi que les villes d'Hafnarfjörður et de Garðabær avec les lignes 1, 2, 4, 24, 28, 35 et 36.

## Culture

### Patrimoine architectural
Kópavogur se distingue par deux bâtiments en particulier.
Tout d'abord, la tour Smáratorg est le plus haut bâtiment d'Islande, dépassant l'église Hallgrímskirkja en hauteur depuis son inauguration 11 février 2008. Il s'agit de la cinquième structure d'Islande par sa taille derrière la tour radio de Hellisandur, les mâts des émetteurs de la marine de Grindavik et l'émetteur longues ondes d'Eiðar. Le bâtiment est situé dans le quartier de Smárahverfi, à côté du centre commercial Smáralind. Le bâtiment a 20 étages et a une hauteur de 77,6 mètres. La tour a été conçue par les architectes du groupe Arkís. Le groupe Deloitte a ses bureaux dans cette tour.
Ensuite, la Kópavogskirkja est la plus vieille église de la ville, disposant d'une architecture unique. Elle a été inaugurée le 16 décembre 1963.

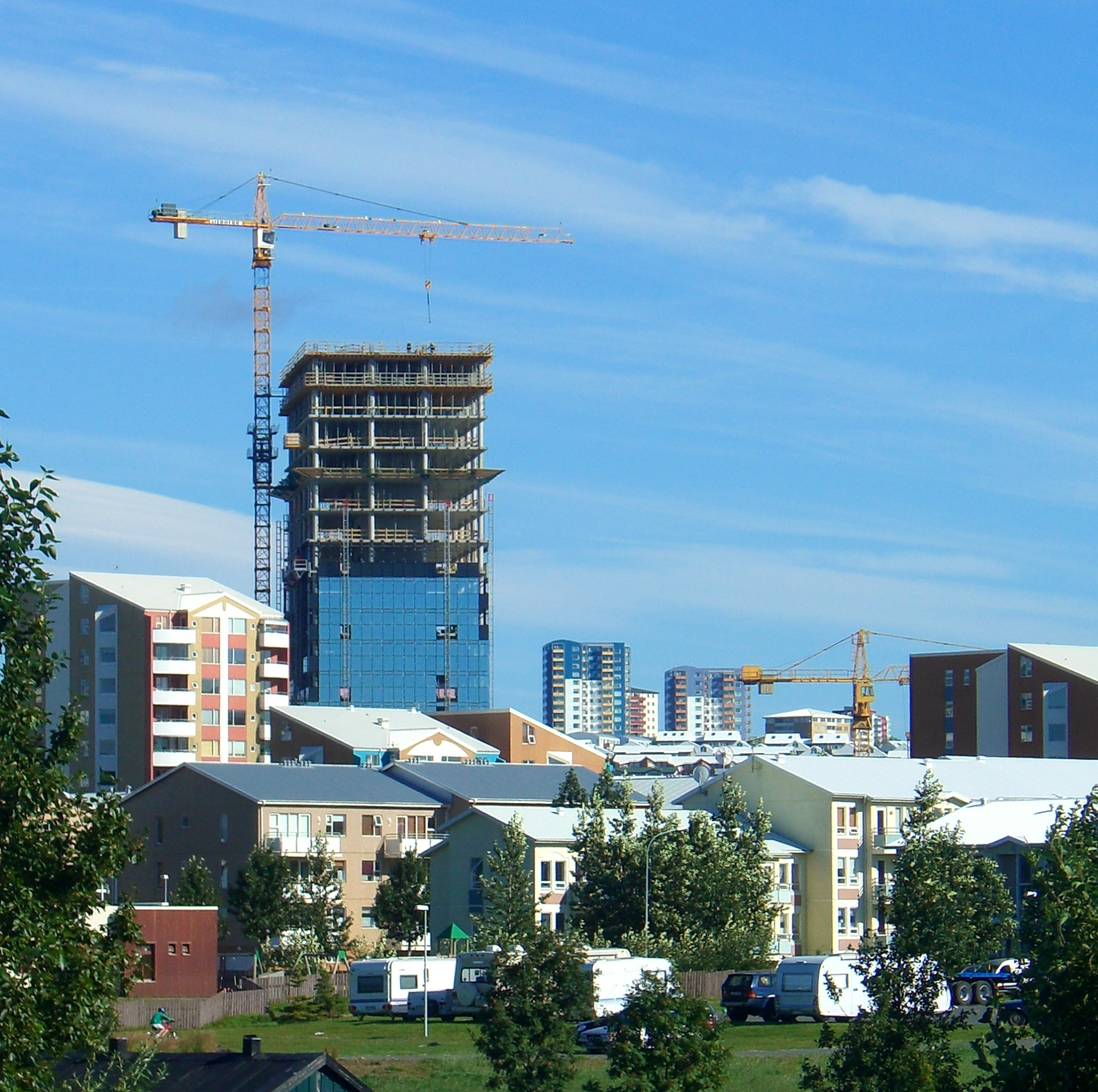
La tour Smáratorg en construction.

### Vie culturelle

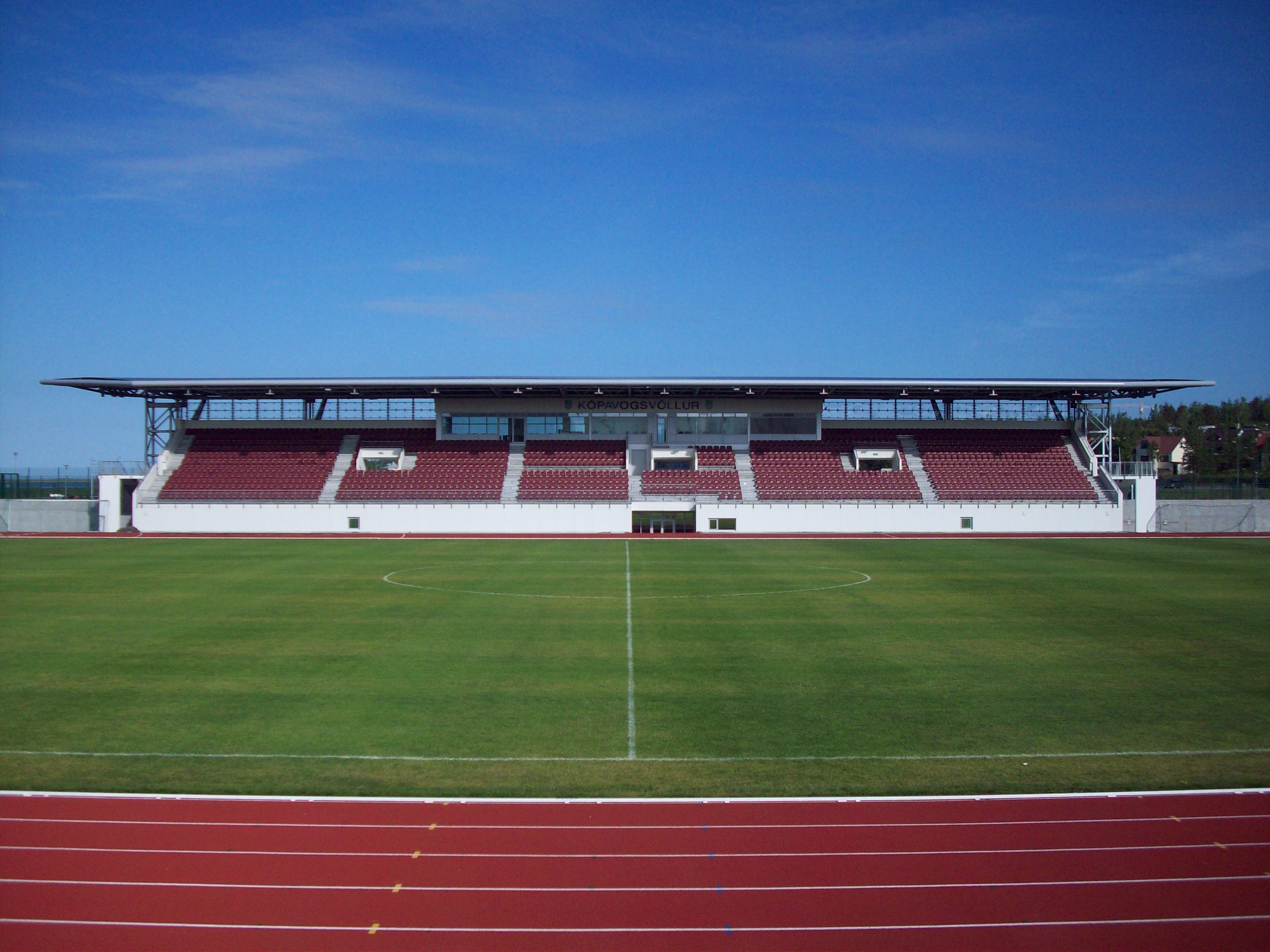
Le Kópavogsvöllur.

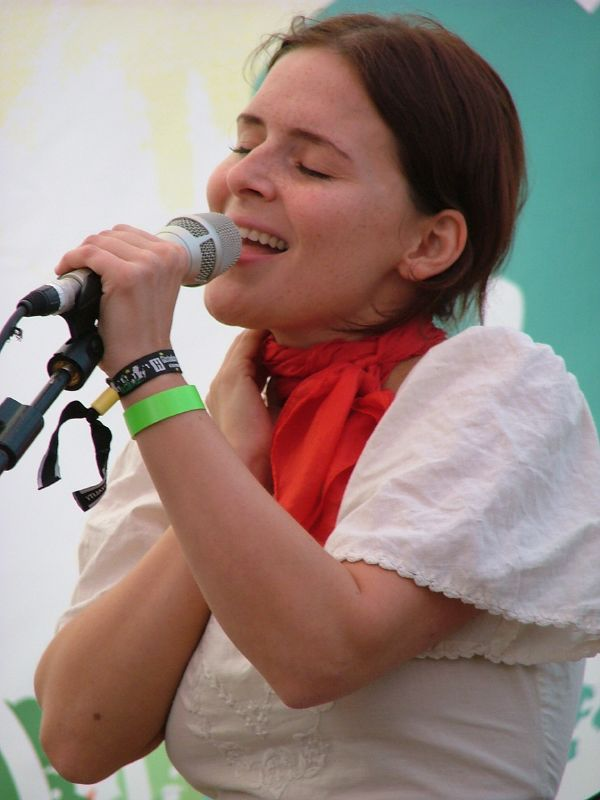
Emilíana Torrini.

La ville possède quelques musées d'importance. Le musée d'art « Gerðarsafn » qui a ouvert en 1994, expose principalement des œuvres d'artistes islandais, comme le sculpteur Gerdur Helgadóttir. Un musée d'histoire naturelle est également situé à Kópavogur (Náttúrufræðistofa Kópavogs), qui se base principalement sur la zoologie et la géologie du pays.

## Sport
À Kópavogur, il existe de nombreux clubs sportifs. Le Breiðablik et le HK sont les plus grands clubs de la ville et disposent de plusieurs sections sportives. En football, la section masculine du Breiðablik a remporté le championnat d'Islande de football de 2010.
En ce qui concerne les infrastructures sportives, Kópavogur possède sans doute les meilleures du pays. La ville dispose d'un stade, le Kópavogsvöllur qui est utilisé pour les compétitions de football par les clubs de la ville. Un stade couvert (Kórinn fjölnota knatthús), qui peut être utilisé pour des compétitions de football et qui a été homologué par la FIFA, a été construit en 2007. Il a une capacité de 200 places. Il y a également un parcours de golf à Leirdal. Enfin, la plus grande piscine d'Islande est située à Kópavogur, ainsi que le plus courts de tennis couvert[Quoi ?].

## Personnalités
- Alda Björk Ólafsdóttir, (1966-), chanteuse
- Einar Heimisson (1966-1998), écrivain
- Emilíana Torrini (1977-), chanteuse

## Jumelages
La ville de Kópavogur est jumelée avec :
- Tasiilaq (Groenland)
- Odense (Danemark)
- Tampere (Finlande)
- Trondheim (Norvège)
- Klaksvík (Îles Féroé)
- Mariehamn (Îles Åland)
- Norrköping (Suède)
- Wuhan (Chine)